# Bulgária nos Jogos Olímpicos de Verão de 1972
A Bulgária competiu nos Jogos Olímpicos de Verão de 1972, realizados em Munique, Alemanha Ocidental.